# Nålpalm
Nålpalm, eller blå palmetto, (Rhapidophyllum hystrix) är en liten buskpalm med solfjädersformade blad från sydöstra USA och den enda arten i släktet Rhapidophyllum. Nålpalmen producerar ofta ett flertal sidoskott från stambasen och den korta stammen blir sällan över en meter ens under gynnsamma förhållanden i dess hemtrakter. Att palmen kallas nålpalm beror på de upp till 10 cm långa sylvassa taggarna som finns på de små stammarna. Det äldre svenska namnet blå palmetto bör undvikas eftersom det beror på en förväxling med den ofta blåtonade dvärgpalmen Sabal minor som också växer i nålpalmens hemtrakter. Nålpalmen själv har däremot helt gröna blad utan någon som helst antydan till blått.
Nålpalmen anses vara världens härdigaste palm, vilket gör den intressant som prydnadsväxt i områden med kallare vintrar där inga andra palmer kan överleva. Den kräver hög sommarvärme för att trivas och växa bra. För att den ska utvecklas riktigt bra krävs de ångbastuliknande förhållanden som råder på somrarna i den amerikanska södern. Nålpalmen kan klara sig på friland i varmare delar av Sverige under gynnsamma förhållanden men har i praktiken ofta svårare att klara sig på sikt än den mindre härdiga men mer snabbväxande väderkvarnspalmen. 
I Florida är nålpalmen på grund av sitt lilla och krympande antal nu fridlyst.
- Wikimedia Commons har media som rör Nålpalm.